# Didascalia apostolorum
Didascalia apostolorum (Nauka apoštolů či Naučení apoštolů, plným názvem Obecné učení dvanácti apoštolů Vykupitele) je raně křesťanský text z první poloviny 3. století popisující řád křesťanské komunity. Vznikl v Sýrii a původně byl napsán řeckým interdialektem koiné, ale kompletní verze se dochovala jen ve staré syrštině, což je vývojové stadium aramejštiny. Proto se text někdy označuje Syrská didascalia. Méně úplné překlady jsou dochované i v dalších jazycích. Didascalia apostolorum byla ovlivněna podobně zaměřeným starším textem Didaché, později se stala součástí Apoštolských konstitucí. Po jejich vzniku se již Didaskalia přestala samostatně šířit.

## Obsah
Obsahem jsou následující asociativně propojená témata (počítání kapitol podle vydání Achelise a Flemminga):
- Naučení o křesťanském životě a modlitbě (kapitoly I až III)
- Pravidla o kvalifikaci, životním stylu a učení biskupa (kapitoly IV až XII)
- Liturgická pravidla pro křesťanský lid (kapitola XIII)
- Pravidla týkající se jáhnů, jáhenek a vdov (kapitoly XIV až XVI)
- Výchova dětí, péče o sirotky (kapitola XVII)
- Přijímání almužen (kapitola XVIII)
- O mučednictví (kapitola XIX)
- Nauka o vzkříšení z mrtvých (kapitola XX)
- Nauka o Velikonocích a zmrtvýchvstání Krista, postní předpisy (kapitola XXI)
- O výchově (kapitola XXII)
- O herezích a rozděleních (kapitola XXIII)
- Stav církve a potvrzení, že všechna zde obsažená pravidla byla stanovena dvanácti apoštoly; odtud i název knihy (kapitoly XXIV a XXV)
- Odsouzení židovských rituálních praktik (Mišna) a opakování zákona, závěrečná doxologie (kapitola XXVI)

Jako církevní úřady jsou zmíněni biskupové, jáhni (diakoni) a jáhenky, kněží (presbyteři) a vdovy a na jednom místě také subdiakoni. Hlavním úkolem biskupů je kázat a uznávat pokání.
Teologické přirovnání jasně ukazuje, že se jedná o hierarchickou strukturu úřadu: biskup je přirovnáván k Bohu Otci, jáhen k Synu a jáhenka k Duchu svatému, který je v semitských jazycích ženského rodu. „Pro kněze už nezbylo místo; byli přirovnáni k apoštolům.“ To vede k překvapivému závěru, že diakonky jsou v Didaskalii duchovně nadřazeny kněžím.
Text naznačuje, že komunita, pro kterou byl tento církevní řád napsán, se zřejmě sestávala z mužů, žen, dětí, biskupů, jáhnů, jáhenek, laiků, vdov, sirotků a cizinců. Dále jsou uvedeny předpisy pro etický postoj, společenský život, náboženské vyučování a pastorační práci v rámci komunity.

## Textová tradice

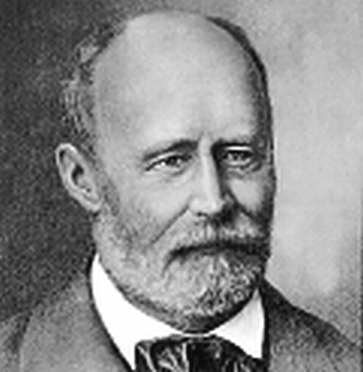
Znovuobjevitel Didascalie, Paul Anton de Lagarde

Původně řecký text je nyní celý k dispozici pouze v syrštině. Paul Lagarde syrskou verzi publikoval v roce 1854 z kodexu Codex Sangermanensis poté, co již v roce 1852 dokázal, že Didascalia apostolorum byla základem Apoštolských konstitucí.
Palimpsest s latinským překladem díla (Codex Veronensis LV (53), datovaný mezi roky 486 a 494) byl nalezen a rozluštěn Edmundem Haulerem ve Veroně. Publikován byl částečně v roce 1896 a celý v roce 1900. Obsahuje asi dvě pětiny textu. V roce 1979 vydal Arthur Võõbus řecké fragmenty originálního textu.